# 伊斯梅尔·法鲁奇
伊斯梅尔·拉吉·法鲁奇（阿拉伯語：إسماعيل راجي الفاروقي，羅馬化：Ismāʿīl Rājī al-Fārūqī，1921年1月1日—1986年5月27日）是一位巴勒斯坦裔美国哲学家，以其在伊斯兰研究和跨宗教对话领域的贡献而闻名。他曾在开罗的Al-Azhar University学习，并在北美的多所大学任教，包括加拿大蒙特利尔的麦吉尔大学。法鲁奇在天普大学担任宗教教授，创立并主持了该校的伊斯兰研究项目。他还创立了国际伊斯兰思想研究所（IIIT）。法鲁奇撰写了超过100篇文章和25本书籍，包括Christian Ethics: A Historical and Systematic Analysis of Its Dominant Ideas（《基督教伦理：其核心观念的历史与系统分析》）和Al-Tawhid: Its Implications for Thought and Life（《认主独一：论一神论对思想与生活的意涵》）。

## 早年生活和教育
法鲁奇出生于英国托管下的巴勒斯坦雅法。他的父亲阿卜杜·胡达·法鲁奇（Abd al-Huda al-Faruqi）是一位伊斯兰法官（qadi）。法鲁奇早年在家中和当地的清真寺接受宗教教育。1936年，他进入法国道明会创办的雅法兄弟学院（Collège des Frères de Jaffa，一所法国传教士学校）学习。
1942年，他被任命为耶路撒冷英国托管政府的合作社登记员。1945年，他成为加利利地区的区长。1948年阿以战争后，法鲁奇移居黎巴嫩贝鲁特，并就读于贝鲁特美国大学。随后，他进入印第安纳大学，于1949年获得哲学硕士学位，其硕士论文题为《理性伦理与生命伦理（康德伦理与尼采伦理）》 （The Ethics of Reason and the Ethics of Life (Kantian and Nietzschean Ethics)）。
在硕士论文中，法鲁奇探讨了伊曼努尔·康德（Immanuel Kant）和弗里德里希·尼采（Friedrich Nietzsche）的伦理学。他于1951年在哈佛大学获得第二个哲学硕士学位，并于1952年在印第安纳大学布卢明顿分校获得博士学位，博士论文题为《善的正当性》（On Justifying the Good）。在博士论文中，他提出“价值是绝对的、自存的本质”**，主张通过情感直觉先验地认识价值。这一理论借鉴了马克斯·舍勒（Max Scheler）的现象学方法及尼古拉·哈特曼（Nicolai Hartmann）的伦理学框架。
他的研究得出结论：缺乏超越性基础的道德体系将导向相对主义，这一反思促使他重新审视自身的伊斯兰传统。赴美六年后，他意识到需深入研习伊斯兰教，遂前往埃及艾资哈尔大学进修。离开美国前，他提出关于道德义务的新问题，并尝试将学术追求与伊斯兰认同相结合。

## 学术生涯
1958年，法鲁奇受邀到麦吉尔大学神学院担任访问学者。他居住在魁北克圣洛朗，并应创始人威尔弗雷德·坎特维尔·史密斯（Wilfred Cantwell Smith）的邀请加入麦吉尔大学伊斯兰研究所。从1958年到1961年，他与史密斯共同任教，以其对伊斯兰思想的动态和原创性方法而闻名。在此期间，他研究了基督教神学和犹太教，并结识了巴基斯坦哲学家法兹鲁·拉赫曼（Fazlur Rahman）。1961年，拉赫曼为法鲁奇安排了在巴基斯坦卡拉奇伊斯兰研究中心（Islamic Research Centre）为期两年的访问教授职位，使他有机会接触到不同的穆斯林文化。法鲁奇从1961年到1963年担任该中心的访问教授。
1964年，法鲁奇返回美国，在芝加哥大学神学院担任访问教授，并在雪城大学（Syracuse University）担任副教授。1968年，他加入天普大学，出任宗教教授，创立了伊斯兰研究项目，并一直任职至1986年去世。在天普大学任职期间，法鲁奇指导了许多学生，其中包括他的第一位博士生约翰·埃斯波西托（John Esposito）。
1977年3月，法鲁奇在麦加举办的第一届世界穆斯林教育大会（First World Conference on Muslim Education）上发挥了重要作用。与会者包括穆罕默德·卡迈勒·哈桑（Mohd Kamal Hassan）、赛义德·穆罕默德·纳基布·阿塔斯（Syed Muhammad Naquib al-Attas）和赛义德·阿里·阿什拉夫（Syed Ali Ashraf）等知名学者。大会为在达卡（现属孟加拉国）、伊斯兰堡（巴基斯坦）、吉隆坡（马来西亚）、坎帕拉（乌干达）和尼日尔建立伊斯兰大学奠定了基础。法鲁奇在会议的讨论和后续行动计划的制定中担任了关键角色。

## 哲学与思想

### 早期思想：阿拉伯主义
法鲁奇早期的知识重点是urubah（阿拉伯主义）。他认为，urubah是将所有穆斯林团结为一个信仰共同体（ummah）的核心身份和价值观。法鲁奇认为，作为《古兰经》语言的阿拉伯语对于充分理解伊斯兰世界观至关重要。他认为，urubah与穆斯林身份密不可分，既包括语言维度也包括宗教维度。
法鲁奇还强调了tawhid（一神论）作为阿拉伯宗教意识的核心元素，他在犹太教、基督教和伊斯兰教中找到了这一思想。这个想法强调了这些宗教之间共有的一神信仰，根植于阿拉伯文化和语言中。他认为，伊斯兰教和一神论是阿拉伯意识对人类的礼物，这与现代时代的种族民族主义相对立。
这种立场因其被认为是本质主义和阿拉伯中心主义而受到一些学者的批评。包括非阿拉伯穆斯林知识分子在内的批评者质疑他认为阿拉伯语是唯一适合伊斯兰思想的语言结构这一主张。法鲁奇在巴基斯坦的时间，尽管他接触到了多样的穆斯林文化，但最初并未改变他的阿拉伯中心观点。

### 向伊斯兰主义的转变
法鲁奇的观点在他移居美国后发生了重大变化。他在天普大学与穆斯林学生协会（MSA）的互动使他接触到了来自不同文化背景的穆斯林学生。这样的经历使他重新审视了早期对阿拉伯主义的关注。他开始更加重视广泛的伊斯兰身份，而不是阿拉伯民族主义，并表示“直到几个月前，我还是一个巴勒斯坦人，一个阿拉伯人和一个穆斯林。现在，我是一个碰巧来自巴勒斯坦的阿拉伯穆斯林”。反思自己的身份，法鲁奇说道，“我问自己：我是谁？一个巴勒斯坦人，一个哲学家，一个自由人道主义者？我的答案是：我是一个穆斯林”。
这种转变也受到他参与跨宗教对话的影响，他开始看到统一的伊斯兰身份对于与非穆斯林进行有意义对话的重要性。法鲁奇在MSA的参与以及他在美国接触到的多样的穆斯林文化进一步强化了他对广泛伊斯兰身份的重视。

### 超宗教
法鲁奇试图建立基于理性的超宗教原则，以根据普遍标准而不是彼此对比来评估宗教。这一雄心勃勃的计划旨在找到理解和合作的共同基础。他提出了几个对话的指导原则，包括所有对话都应受到批评、交流必须遵守内外一致性原则、对话应与现实相符且不受“规范化修饰”的影响，以及强调伦理问题而非神学争论。
法鲁奇认为，超宗教对话可以作为实现不同信仰社区之间相互理解和尊重的手段，有助于弥合因教义差异而产生的鸿沟。他对伦理而非神学的关注旨在促进更具建设性和较少争议的跨宗教交流。

### 整体知识
法鲁奇对发展整体知识的概念做出了重要贡献，他表达了对穆斯林社会知识世俗化的担忧。他讨论了“乌玛的病症”，并认为依赖西方世俗工具和方法导致了与穆斯林国家的生态和社会现实脱节，往往忽视了对伊斯兰伦理的违背。他强调了将伊斯兰原则与现代知识结合起来的重要性，以应对当代挑战并维护乌玛的伦理完整。
法鲁奇后期的知识努力集中在知识的伊斯兰化上。他试图将伊斯兰原则与当代学术学科协调一致，倡导信仰与理性的一体化。他的工作在这一领域的顶峰是创立IIIT，旨在为各个研究领域制定伊斯兰的认识论和方法论。
法鲁奇强调将伊斯兰知识与现代科学结合的必要性。他相信，发展一个统一的伊斯兰课程，将现代学科与伊斯兰思想结合起来。他的做法包括一个系统的过程，用于识别和消除与伊斯兰原则不兼容的元素，并将伊斯兰价值观整合到各个学术学科中。
法鲁奇高度重视教育改革，倡导创建综合课程和学术机构，将伊斯兰和现代科学结合起来。这种方法旨在培养既精通两者的学者，能够从伊斯兰的角度应对当代挑战。法鲁奇还强调了课程开发、实施的实际策略和对整个教育体系进行全面改革的重要性。

### 对犹太复国主义的观点
法鲁奇是犹太复国主义的尖锐批评者，认为它因其民族主义意识形态而与犹太教不相容。他认为，犹太复国主义造成的不公正现象需要被拆除。他提议，前以色列犹太人如果放弃犹太复国主义，可以作为“乌玛社区”在穆斯林世界中生活，遵守拉比法庭在伊斯兰框架内解释的犹太法律。这一立场强调了他对以伊斯兰原则为基础的正义愿景的承诺。

## 学术成就
1980年，法鲁奇与塔哈·贾比尔·阿拉尔瓦尼、阿卜杜勒·哈米德·阿布苏莱曼和安瓦尔·易卜拉欣共同创立了国际伊斯兰思想研究所（IIIT）。
法鲁奇通过其广泛的著作和参与学术及跨宗教组织为伊斯兰研究做出了贡献。他在学术期刊和杂志上发表了超过100篇文章，并出版了25本书籍，包括《基督教伦理：其主导思想的历史与系统分析》（1968年）、《伊斯兰教与以色列问题》（1980年）和《一神论：其对思想和生活的影响》（1982年）。他参与了美国宗教学院的伊斯兰研究小组的建立，并担任其主席达十年之久。此外，他还担任了跨宗教和平会议的副主席和芝加哥美国伊斯兰学院的校长等职位。
法鲁奇提出了tawhid（一神论）作为伊斯兰思想的统一原则，强调其在伦理、政治和教育等各方面的相关性。他的“知识的伊斯兰化”倡议旨在将伊斯兰原则与当代学术学科结合起来，推动信仰与理性的一体化。在IIIT，他的工作涉及为伊斯兰认识论创建框架，包括开发基于伊斯兰思想的课程和研究方法。这一倡议旨在应对世俗化带来的挑战，并与伊斯兰的知识传统进行对话。
根据易卜拉欣·卡林的说法，法鲁奇的“知识的伊斯兰化”主要针对人文学科，排除了现代科学知识，这导致了伊斯兰知识的社会学聚焦，忽视了现代科学的世俗化影响。
法鲁奇还参与了跨宗教对话，促进不同宗教社区之间的相互理解和合作。他的努力旨在创造一个和平和尊重的全球环境，强调伊斯兰教、基督教和犹太教之间的共同点。

## 当代相关性
法鲁奇关于知识伊斯兰化的思想继续影响着当代伊斯兰思想。他强调将伊斯兰原则与现代学术学科结合的理念对于那些致力于和谐信仰与理性的学者和教育者仍然具有现实意义。他的工作经常在关于伊斯兰思想和教育的学术会议和出版物中被引用。
法鲁奇对跨宗教对话的贡献也得到了广泛认可。他促进不同宗教社区之间相互理解和合作的努力在许多学术作品中被提及。他对跨宗教对话的看法，强调伊斯兰教、基督教和犹太教之间的共同点，被认为是促进全球和平和尊重的重要贡献。
他对蒙特利尔穆斯林社区的贡献和他对伊斯兰学术的影响在死后得到了认可。

## 去世
1986年5月，法鲁奇和他的妻子在宾夕法尼亚州温科特的家中被约瑟夫·路易斯·杨（又名尤瑟夫·阿里）谋杀。杨承认了罪行，被判处死刑，并于1996年在监狱中因自然原因死亡。这次袭击还导致他们的女儿安玛尔·齐因严重受伤，但她在接受医疗治疗后幸存下来。关于谋杀动机的各种理论，包括一起失败的盗窃案和政治动机的暗杀。